# Erbschaftsteuer in Lettland
In Lettland gibt es weder eine Erbschaftsteuer noch eine Schenkungsteuer. Erwerbe von Todes wegen sowie unentgeltliche Zuwendungen im Wege einer Schenkung durch eine natürliche Person unterliegen auch nicht der Einkommensteuer. Eine Ausnahme bilden die auf diesem Wege erworbenen Urheberrechte mit laufenden Lizenzeinnahmen (Art. 9 Nr. 9 EinkommensteuerG).